# حقوق معدنی
حقوق معدنی (به انگلیسی: Mineral rights) حقوق مالکیت برای بهره‌برداری از یک منطقه برای مواد معدنی است که در آن ذخیره می‌شود. حقوق معدنی می‌تواند جدا از مالکیت دارایی باشد (به املاک تقسیم‌شده مراجعه کنید). حقوق معدنی می‌تواند به مواد معدنی کم‌تحرکی اشاره داشته باشد که در زیر سطح زمین حرکت نمی‌کنند یا مواد معدنی سیال مانند نفت یا گاز طبیعی. سه نوع عمده اموال معدنی وجود دارد: دارایی یکپارچه، املاک منقطع یا تقسیم‌شده، و مالکیت کسری مواد معدنی.

## عناصر اصلی
پنج عنصر حق معدنی عبارتند از:
1. حق استفاده از سطحی که به‌طور منطقی برای دسترسی به مواد معدنی ضروری است.
2. حق انتقال بیشتر حقوق
3. حق دریافت پاداش[۳]
4. حق دریافت اجاره تأخیر[۴]
5. حق دریافت حق امتیاز

چهار جزء لیزینگ حقوق معدنی عبارتند از:
1. مالکیت
2. لیزینگ
3. دستور تقسیم
4. چک حق امتیاز